# Тлальнепантла (Морелос)
Тлальнепантла (ісп. Tlalnepantla) — селище і адміністративний центр однойменного муніципалітету в мексиканському штаті Морелос. Чисельність населення, за даними перепису 2010 року, склала 3872 людини.

## Загальні відомості
Назва Tlalnepantla походить з мови науатль і його можна перекласти як: центр землі.
Поселення Тлальнепантла було засновано в 1690 році монахами Фраєм Торібіо і Фраєм Хуаном де Сумаррагою.

## Клімат
Селище знаходиться у зоні, котра характеризується океанічним кліматом субтропічних нагір'їв. Найтепліший місяць — травень із середньою температурою 18.4 °C (65.1 °F). Найхолодніший місяць — січень, із середньою температурою 13 °С (55.4 °F).
| Клімат Тлальнепантли    | Клімат Тлальнепантли | Клімат Тлальнепантли | Клімат Тлальнепантли | Клімат Тлальнепантли | Клімат Тлальнепантли | Клімат Тлальнепантли | Клімат Тлальнепантли | Клімат Тлальнепантли | Клімат Тлальнепантли | Клімат Тлальнепантли | Клімат Тлальнепантли | Клімат Тлальнепантли | Клімат Тлальнепантли |
| Показник                | Січ.                 | Лют.                 | Бер.                 | Квіт.                | Трав.                | Черв.                | Лип.                 | Серп.                | Вер.                 | Жовт.                | Лист.                | Груд.                | Рік                  |
| Абсолютний максимум, °C | 29,5                 | 31,5                 | 35                   | 34,5                 | 34                   | 34                   | 31                   | 30                   | 30                   | 32                   | 34                   | 35                   | 35                   |
| Середній максимум, °C   | 22,4                 | 23,9                 | 26,3                 | 27,3                 | 26,4                 | 24,8                 | 23,4                 | 23,4                 | 22,8                 | 23,1                 | 22,9                 | 22,5                 | 24,1                 |
| Середня температура, °C | 13                   | 14,3                 | 16,6                 | 18,2                 | 18,4                 | 18,4                 | 17,4                 | 17,4                 | 17                   | 16,2                 | 14,4                 | 13,1                 | 16,2                 |
| Середній мінімум, °C    | 3,7                  | 4,7                  | 6,9                  | 9,1                  | 10,4                 | 12                   | 11,4                 | 11,4                 | 11,3                 | 9,2                  | 5,9                  | 3,7                  | 8,3                  |
| Абсолютний мінімум, °C  | −4,5                 | −5                   | −1                   | 0,5                  | 3                    | 5                    | 5                    | 3,5                  | −0,5                 | −0,5                 | −5                   | −6,8                 | −6,8                 |
| Норма опадів, мм        | 8                    | 8                    | 11                   | 23                   | 63                   | 143                  | 152                  | 161                  | 149                  | 69                   | 12                   | 5                    | 805                  |
| Днів з дощем            | 1,6                  | 1,8                  | 2,6                  | 5,5                  | 10,4                 | 14,6                 | 19,2                 | 18,3                 | 14,9                 | 8,5                  | 2,7                  | 1,5                  | 101,6                |
| ----------------------- | -------------------- | -------------------- | -------------------- | -------------------- | -------------------- | -------------------- | -------------------- | -------------------- | -------------------- | -------------------- | -------------------- | -------------------- | -------------------- |
| Джерело: Weatherbase    |                      |                      |                      |                      |                      |                      |                      |                      |                      |                      |                      |                      |                      |